# Кастро Урдијалес (Шпанија)
Кастро Урдијалес (шп. Castro Urdiales) град је у Шпанији у аутономној заједници Кантабрија. Према процени из 2017. у граду је живело 31 901 становника.

## Становништво
Према процени, у граду је 2017. живело 31 901 становника.
| 1970.  | 1980.  | 1990.  | 2000.  | 2010.  | 2017.  |
| ------ | ------ | ------ | ------ | ------ | ------ |
| 12.401 | 12.912 | 13.594 | 18.719 | 32.258 | 31.901 |

## Партнерски градови
- Букра
- Херез де ла Фронтера
- Ер сир л'Адур
- Кабур